# مضاعفات مرض السكري
عادة ما تكون مضاعفات مرض السكري أقل شيوعا وأقل حدة عند الأشخاص الذين لديهم انتظام في مستويات السكر في الدم.
تُسرع كثرة المشاكل الصحية إلى ظهور الأثار الضارة لمرض السكري وتشمل التدخين وارتفاع مستويات الكليسترول والسمنة وارتفاع ضغط الدم ونقص ممارسة التمارين الرياضية بشكل منتظام.

## المضاعفات الحادة

### الحماض الكيتوني السكري
الحماض الكيتوني السكري (DKA) هي من المضاعفات الحادة والخطيرة التي دائما ما تكون حالة طوارئ طبية وتتطلب عناية طبية فورية. تسبب مستويات الأنسولين المنخفضة الكبد بأن يقوم بتحويل الأحماض الدهنية إلى كيتون للحصول على الوقود (أي فرط كيتون الجسم)؛ الأجسام الكيتونية هي الركائز المتوسطة في تسلسل التمثيل الغذائي. وهذا أمر طبيعي إذا كان بشكل دوري، ولكن يمكن أن يصبح مشكلة خطيرة إذا استمر. تخفض مستويات الأجسام الكيتونية المرتفعة في الدم درجة الحموضة في الدم، مما يؤدي إلى حدوث حمض كيتوني سكري. أثبتت تقارير المستشفى أن المريض بالحماض الكيتوني السكري يشعر عادة بالجفاف، وسرعة في التنفس وعمق وألم في البطن وهو أمر شائع ويمكن أن يكون شديدا. عادة مايكون مستوى الوعي طبيعي حتى وقت متأخر في هذه العملية، ولكن قد تتطور إلى غيبوبة عند الخمول. يمكن أن تصبح أحماض الكيتوني خطيرة بما يكفي لتسبب انخفاض ضغط الدم، وصدمة، ووفاة. سيكشف تحليل البول عن مستويات كبيرة من الأجسام الكيتونية (التي تجاوزت مستويات الدم في العتبة الكلوية لديهم لتظهر في البول، وغالبا ما تظهر قبل الأعراض الظاهرة الأخرى). تؤدي سرعة استخدام العلاج المناسب للشفاء التام وقد يسبب الموت إذا كان العلاج غير كافي أو متأخر أو بسبب المضاعفات (مثل الوذمة الدماغية). الحماض الكيتوني السكري أكثر شيوعا في السكري النمط الأول من النمط الثاني.

### فرط ارتفاع السكر في الدم
فرط الدولة الأسمولية (HNS) هي من المضاعفات الحادة التي تشترك في العديد من الأعراض مع الحماض الكيتوني السكري، ولكن منشأها وعلاجها مختلف تمامًا. إذا كانت مستويات السكر في الدم مرتفعة جداً أي فوق 300 ملغ / ديسيلتر (16 مليمول / لتر), تسحب المياه الأسمولية من الخلايا إلى الدم والكلى وتبدأ في نهاية المطاف بتفريغ الجلوكوز في البول. وهذا يؤدي إلى فقدان الماء وزيادة في أسمولية الدم. إذا لم يتم التعويض عن فقدان هذه السوائل عن طريق الفم أو عن طريق الوريد، فإن التأثير الأسموزي لمستويات السكر العالية وفقدان الماء يؤدي إلى جفاف خلايا الجسم تدريجيًا. الاختلالات المنحلة بالكهرباء شائعة أيضًا ودائمًا ما تكون خطيرة. كما هو الحال مع الحماض الكيتوني السكري، المعالجة الطبية العاجلة ضرورية وتبدأ عادة باستبدال حجم السائل. يؤدي الخمول في نهاية المطاف إلى غيبوبة، وهذه الحالة أقل شيوعًا في سكري النمط الثاني من النمط الأول.

### غيبوبة السكري
غيبوبة السكري هي حالة طبية طارئة حيث أن الشخص الذي يعاني من داء السكري يصاب بحالة غيبوبة (اللاوعي) بسبب إحدى هذه المضاعفات الحاده لمرض السكري:
1. انخفاض جلوكوز الدم الحاد
2. يؤدي الحماض الكيتوني السكري المتقدم إلى فقدان الوعي بمزيج من ارتفاع السكر الحاد في الدم، والجفاف، والصدمة، والإرهاق.
3. غيبوبة فرط الأسمولية حيث أن فرط سكر الدم الحاد والجفاف وحدهما كافيان لتسبب بفقدان الوعي.

يشير مصطلح غيبوبة السكري في معظم السياقات الطبية إلى معضلة تشخيصية تتشكل عندما يواجه الطبيب المريض فاقد الوعي الذي لا يعرف عنه شئ إلا أنه يعاني من مرض السكري. على سبيل المثال قد يكون هناك طبيب يعمل في قسم الطوارئ ويستقبل مريض فاقد الوعي ويرتدي بطاقة تعريف طبية مكتوب فيها مرض البول السكري. ويمكن أن يتصل أصدقاء مريض السكري بالإسعاف لإنقاذه إذا فقد الوعي. وصفا موجزا للشروط الثلاثة الرئيسية التابعة لمناقشة عملية التشخيص وتستخدم للتمييز بينها، فضلا عن قليل من الشروط الأخرى التي يجب أخذها بعين الاعتبار.
ويقدّر أن 2-15% من مرضى السكري يعانون من حادثة واحدة على الأقل من غيبوبة السكري في حياتهم نتيجة لنقص السكر الحاد في الدم.

### التهاب الجهاز التنفسي
تضعف الاستجابة المناعية في الأشخاص الذين يعانون من داء السكري. وقد أظهرت الدراسات أن ارتفاع السكر في الدم يقلل من وظيفة الخلايا المناعية ويزيد الالتهاب. وتميل أيضا أثار الأوعية الدموية لمرض السكري إلى تغيير وظيفة الرئة، وكلها تؤدي إلى زيادة التعرض لالتهابات الجهاز التنفسي مثل الالتهاب الرئوي والإنفلونزا بين الأفراد المصابين بداء السكري. كما تظهر العديد من الدراسات بأن مرض السكري مرتبط بأسوء مسار للمرض وبطء الشفاء من التهاب الجهاز التنفسي.

### أمراض اللثة
ترتبط أمراض اللثة بمرض السكري وقد تجعل علاجه أصعب. وكثيرا ما ترتبط أمراض اللثة بعدوى البكتيريا بواسطة كائنات مثل المثقبة اللثوية والفطر الشعاعي الأبيض اللمهلب للنسج الداعمة. وأثبتت عدد من التجارب تحسن في مستويات السكر في الدم لمرضى السكري من النوع الثاني الذين خضعوا لعلاج اللثة.

## المضاعفات المزمنة

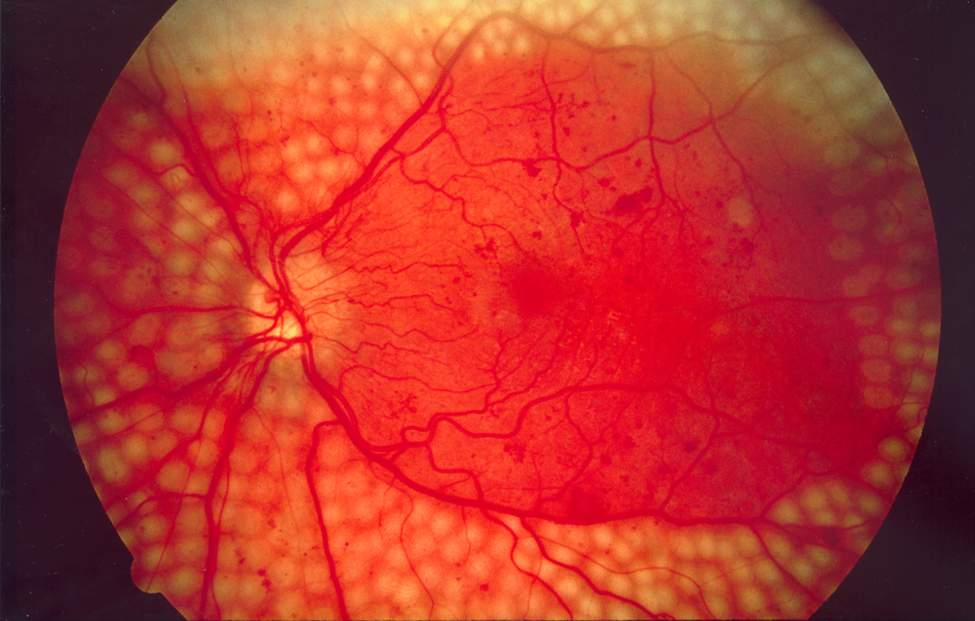
صورة لقعر العين تظهر عملية بالليزر المتشتت لعلاج اعتلال الشبكية السكري.

### آليات المضاعفات المزمنة
يؤدي الارتفاع المزمن لمستوى السكر في الدم إلى تلف الأوعية الدموية (اعتلال الأوعية). تأخذ الخلايا البطانية التي تبطن الأوعية الدموية الجلوكوز أكثر من المعتاد، لأنها لا تعتمد على الإنسولين. وتشكل بعد ذلك أسطح بروتين أكثر من المعتاد، وتتسبب في نمو غشاء قاعدي أكثر سمكا وأضعف. تُجمع المشاكل الناجمة في مرض السكري تحت عنوان «مرض الأوعية الدموية الدقيقة» (بسبب تلف الأوعية الدموية الصغيرة) و«مرض الأوعية الكبيرة» (بسبب تلف الشرايين).
ومع ذلك، تتحدى بعض البحوث نظرية ارتفاع السكر في الدم كأحد أسباب مضاعفات السكري. والحقيقة هي أن 40% من مرضى السكري الذين يسيطرون بعناية على نسبة السكر في الدم يصابون بالاعتلال العصبي، وأن بعضهم يسيطر على السكر في الدم جيداً ولا زالوا يعانون من اعتلال الكلية، وهذا ما يتطلب التفسير. وقد تم أكتشاف أن مصل مرضى السكري الذين يعانون من اعتلال الأعصاب يكون ساماً حتى وإن كانت نسبة السكر في الدم طبيعية. وتشير الأبحاث الحديثة أن مرض السكري من النوع 1، وأمراض المناعة الذاتية المستمرة التي دمرت في البداية خلايا بيتا في البنكرياس قد تسبب أيضا اعتلال الشبكية، واعتلال الأعصاب، واعتلال الكلية. وقد إقترح أحد الباحثين أنه يمكن علاج اعتلال الشبكية بشكل أفضل من خلال الأدوية لإيقاف جهاز المناعة الغير طبيعي لمرضى السكر من خلال السيطرة على نسبة السكر في الدم. يشير التجمع العائلي لدرجة ونوع مضاعفات السكري إلى أن الوراثة قد تلعب أيضا دورا في التسبب في مضاعفات مثل اعتلال الشبكية السكري واعتلال الكلية. تم العثور على أشخاص غير مصابين بالسكري من نسل مرضى السكري من النوع 2 لديهم زيادة في تصلب الشرايين واعتلال الأعصاب على الرغم من أن مستويات السكر في الدم طبيعية، ومستويات الإنزيم المرتفعة مرتبطة بمرض الكلى السكري وجدت في أشخاص غير مصابين بالسكري ولكن أقارب من الدرجة الأولى لمرضى السكري. وقد تبين أن التشديد السريع لمستويات السكر في الدم تزداد سوءاً بدلاً من تحسن مضاعفات السكري، على الرغم من أنه عادة ما يتوقع أن المضاعفات ستتحسن مع مرور الوقت وستعود نسبة السكر في الدم طبيعية، بشرط المحافظة عليها. ومع ذلك واصلت إحدى الدراسات لمدة 41 شهر ووجدت أن التفاقم المبدئي للمضاعفات من تحسن السيطرة على الجلكوز لم تتحسن المضاعفات كما كان متوقع في مراجعة منهجية تحليل النتائج بما في ذلك 6 تجارب عشوائية محكومة التي تشمل 27,654 مريضا، يقلل ضيق مستوى الجلوكوز في الدم من خطر بعض أمراض الأوعية الكبيرة والأوعية الدموية الدقيقة، من دون أن تأثر على أسباب الوفيات ووفيات القلب والأوعية الدموية. وتشير الدراسات من حيث الفيزيولوجيا المرضية إلى أن هناك نوعان رئيسيان من الضمور العضلي DM (النوع الأول من الضمور العضلي DM1 والنوع الثاني من الضمور العضلي DM2) الذي يسبب تغييراً في توازن الأيض مثل الكربوهيدرات والدهون وعوامل تخثر الدم، وبالتالي تحدث مضاعفات مثل الأوعية الدموية الدقيقة ومضاعفات القلب والأوعية الدموية.

### أمثلة على المضاعفات المزمنة
تؤدي أضرار الأوعية الدموية الصغيرة إلى اعتلال الأوعية الدقيقة، التي يمكن أن تتسبب في واحد أو أكثر مما يلي:
- يؤدي اعتلال عضلة القلب لمرضى السكري، وتلف عضلة القلب، إلى نقص الإسترخاء وملء القلب بالدم (الاختلال الوظيفي الانبساطي) وأخيرا فشل القلب؛ يمكن أن تحدث هذه الحالة مستقلة عن الأضرار التي لحقت بالأوعية الدموية على مر الزمن من مستويات عالية من السكر في الدم.
- اعتلال الكلى السكري، وتلف الكلى يمكن أن يؤدي إلى الفشل الكلوي المزمن، الذي يتطلب في نهاية المطاف لغسيل الكلى. مرض السكري هو السبب الأكثر شيوعا للفشل الكلوي للبالغين في العالم المتقدم.
- اعتلال الأعصاب السكري، وإحساس ناقص وغير طبيعي، ويبدأ التوزيع عادة في 'القفازات والجوارب ' من القدمين ولكن يحتمل أن يكون في الأعصاب الأخرى، وفي الأونة الأخيرة يكون غالبا في الأصابع واليدين. وعندما يتصل بالأوعية الدموية التالفة قد يؤدي ذلك إلى القدم السكرية. قد تظهر أشكال أخرى من اعتلال الأعصاب السكري على شكل التهاب الأعصاب أو الاعتلال العصبي اللاإرادي. الضمور العضلي السكري هو ضعف العضلات بسبب الاعتلال العصبي.
- اعتلال الشبكية السكري، وزيادة سهولة الكسر (الهشاشة) وأوعية دموية جديدة ذات نوعية رديئة في الشبكية وذمة بقعية (تورم البقعة)، التي يمكن أن تؤدي إلى فقدان الرؤية أو العمى الشديد. وتلف الشبكية (من اعتلال الأوعية الدقيقة) تجعلها السبب الأكثر شيوعا للعمى بين البالغين غير المسنين في الولايات المتحدة.
- التهاب الدماغ السكري هو زيادة خطر التدهور المعرفي والعتة وبما في ذلك (ولكن لا يقتصر على) نوع الزهايمر الذي لوحظ في مرض السكري. ويقترح آليات مختلفة، بما في ذلك تعديلات على عرض الأوعية الدموية في الدماغ وتفاعل الأنسولين مع الدماغ نفسه.

تؤدي أمراض الأوعية الكبيرة إلى أمراض القلب والأوعية الدموية، التي تسرع تصلب الشرايين المساهم في ما يلي:
- مرض الشريان التاجي، المؤدي إلى الذبحة الصدرية أو احتشاء عضلة القلب («أزمة قلبية»).
- نخر العظام السكري ('هزال العضلات').
- أمراض الأوعية الدموية الطرفية، المساهمة في العرج المتقطع (ألم الساق والقدم المتصلة بالإجهاد)، وكذلك القدم السكرية.
- السكتة الدماغية (خصوصا السكتة الدماغية الإقفارية).

غالبا ما تكون القدم السكري نتيجة لمزيج من الاعتلال العصبي الحسي (التنميل أو الحساسية) وتلف الأوعية الدموية، وزيادة معدلات التقرحات الجلدية (قرحة القدم السكري) والعدوى وفي الحالات الخطيرة قد يصل إلى النخر والغرغرينا. وهذا هو السبب في أن مرضى السكري معرضين للإصابة بعدوى الساق والقدم ولماذا يستغرق وقتا أطول بالنسبة لهم للشفاء من جروح الساق والقدم. وهذا هو السبب الأكثر شيوعاً لبتر الكبار الغير ناجم عن صدمات، وعادة ما تكون في أصابع القدم أو القدمين، في العالم المتقدم.
لا يصاب مرضى السكري غالبا بضيق الشريان السباتي، ويبدو أن هناك انتشار أقل في معدل تمدد الشريان الأورطي البطيني. ومع ذلك، لا يسبب مرض السكري ارتفاع في نسبة المرض وعدد الوفيات والمخاطر في هذه الحالات.
مرض السكري المتقدم هو السبب الأكثر أهمية لعمى البالغين لغير كبار السن في العالم والسبب الرئيسي لبتر الأطراف الغير ناجمة عن صدمات لدى البالغين، واعتلال الكلية السكري هو المرض الرئيسي الذي يتطلب غسيل الكلى في الولايات المتحدة.
توصل البحث في مرض السكري من النوع 1 إلى نتيجة أنه على الرغم من العلاج الحديث للسكري إلى أن النساء المصابين بداء السكري هن أكثر عرضة لعقم النساء، مثل التي يعكسها تأخر سن البلوغ والحيض، واضطرابات الحيض (خصوصا ندرة الطموث), وفرط الإندروجينية الخفيف، وعدد أقل من الأطفال المولودين، وربما انقطاع الطمث مبكراً. وتشير النماذج الحيوانية بأن التشوهات التي على المستوى الجزيئي تنجم عن مرض السكري وتشمل اللبتين المعيبة والأنسولين وإشارة الكيسبيبتين.
ومن المعروف أن عيب الرئة التقييدية يرتبط بمرض السكري. ويمكن أن تنجم الرئة التقييدية في مرض السكري عن التهاب مزمن بدرجة أنسجة منخفضة، واعتلال الأوعية الدقيقة وتراكم المنتجات المتطورة نهاية غلكايشن أو كلاهما. في الحقيقة يظهر عيب الرئة المقيد في ارتباط مع المصابين بداء السكري حتى في حال وجود مرض الرئة الانسدادي أمراض مثل الربو، والانسداد الرئوي المزمن في مرضى السكري
قد يسبب العلاج بالأنسولين التضخم الشحمي. فتسبب حقن الأنسولين المتكررة في نفس المكان أو المتقاربة تراكم الدهون تحت الجلد الزائد وقد تظهر على شكل كتل كبيرة تحت الجلد. فهي قد تكون قبيحة الشكل وألمها متوسط ويمكن أن تغير وقت عمل الأنسولين أو اكتماله.
وقد وجد الباحثون أن هناك علاقة بين الاكتئاب وداء السكري في دراسة عام 2010. وقد تبع ذلك دراسة طويلة من 4263 فرد مصاب بمرض السكري من النوع 2 من 2005-2007 وتبين أن لها ارتباط ذات دلالة إحصائية مع الاكتئاب ومخاطرعالية لأحداث الأوعية الدموية الكبيرة والدقيقة.

## إحصائيات
يوجد حوالي 675,000 زيارة لقسم الطوارئ (ED) متعلقة بمرض السكري في الولايات المتحدة عام 2010 و409,000 زيارة لقسم الطوارئ مع مضاعافات في الكلى، و186,000 زيارة لقسم الطوارئ مع مضاعفات العين.

## الإدارة
ضبط مضاعفات السكري وتخفيفها قد يحسن نوعية الحياة عموما لمرضى السكري. فعلى سبيل المثال؛ عندما كانت السيطرة محكمة على ضغط الدم المرتفع، انخفضت نسبة الوفيات المتعلقة بمرض السكري بنسبة 32% مقارنة بالذين يسيطرون على ضغط الدم بنسبة أقل. وقد أجريت العديد من الملاحظات والدراسات السريرية للتحقيق في دور العديد من الفيتامينات على مضاعفات السكري، ورفعت نتائج هذه الدراسات اقتراح دورا مفيداً للفيتامينات على مضاعفات السكري. في بداية إستقصاء الصحة الوطنية وفحص التغذية، لوحظ بأن الأوبئة التابعة للدراسة ومكملات الفيتامين متصلة بتقليل 24% من خطر الإصابة بمرض السكري لوحظ خلال 20 عاما من المتابعة. وقد ربطت العديد من الدراسات الملاحظة والتجارب السريرية العديد من الفيتامينات بالعملية المرضية لمرض السكري. وتشمل هذه الفيتامينات حمض الفوليك، والثيامين، وبيتا كاروتين، وفيتامين (هـ) و (سي) و (ب 12) و (د). ولكن أظهرت العديد من الأبحاث نتائج متضاربة بشأن دور الفيتامينات في خطر السكري ومضاعفاته.